# Oddbjørn Engvold
Oddbjørn Engvold (Askim, 7 april 1938) is een Noors astronoom, gespecialiseerd in zonnefysica. Sinds 1989 is hij hoogleraar aan de Universiteit van Oslo. Tussen 1993 en 1998 was hij bestuurslid van de Noorse Academie van Wetenschappen en Letteren en tussen 2003 en 2006 was hij secretaris-generaal van de Internationale Astronomische Unie.